# Jurij Konovalov
Jurij Semënovič Konovalov (in russo Юрий Семёнович Коновалов?; Baku, 30 dicembre 1929 – Smolensk, 25 maggio 2008) è stato un velocista sovietico.

## Palmarès
| Anno | Manifestazione  | Sede      | Evento      | Risultato        | Prestazione | Note |
| ---- | --------------- | --------- | ----------- | ---------------- | ----------- | ---- |
| 1956 | Giochi olimpici | Melbourne | 100 m piani | Semifinale       | 10"8        |      |
| 1956 | Giochi olimpici | Melbourne | 200 m piani | Batteria         | 22"0        |      |
| 1956 | Giochi olimpici | Melbourne | 4×100 m     | Argento          | 39"8        |      |
| 1958 | Europei         | Stoccolma | 100 m piani | 5º               | 10"7        |      |
| 1958 | Europei         | Stoccolma | 200 m piani | 6º               | 22"0        |      |
| 1958 | Europei         | Stoccolma | 4×100 m     | Bronzo           | 40"4        |      |
| 1960 | Giochi olimpici | Roma      | 100 m piani | Quarti di finale | 10"5        |      |
| 1960 | Giochi olimpici | Roma      | 200 m piani | Quarti di finale | 21"3        |      |
| 1960 | Giochi olimpici | Roma      | 4×100 m     | Argento          | 40"1        |      |